# Trịnh Tố Tâm
Trịnh Tố Tâm (1945 – 1997) quê ở xã Đồng Tân, huyện Ứng Hòa, Hà Nội. Ông là quân nhân trong Quân đội nhân dân Việt Nam, Anh hùng Lực lượng vũ trang nhân dân, nguyên Thứ trưởng Bộ Lao động - Thương binh và Xã hội, nguyên Bí thư Trung ương Đoàn Thanh niên Cộng sản Hồ Chí Minh và nguyên Trưởng Ban Thanh niên Quân đội. Ông cũng là Tổng biên tập đầu tiên của báo Lao động & Xã hội.

## Binh nghiệp
Năm 1965, khi quân đội Mỹ ném bom bắn phá miền Bắc Việt Nam, lúc này Trịnh Tố Tâm đang là học sinh, ông tình nguyện tham gia phong trào "Ba sẵn sàng". Sau đó ông viết đơn xin gia nhập quân đội, tình nguyện vào chiến đấu tại chiến trường miền Nam, và được điều động vào chiến trường Quảng Trị - Thừa Thiên.
Từ năm 1967 đến năm 1970, ông tham gia chiến đấu ở chiến trường Trị Thiên, chỉ huy đơn vị đánh 58 trận, diệt 1500 lính Mỹ, phá hủy nhiều xe quân sự của quân Mỹ, Riêng ông đã tiêu diệt được 274 lính Mỹ, bắn rơi và phá hủy 3 máy bay lên thẳng.
Chiến tranh kết thúc, từ năm 1976, Trịnh Tố Tâm đảm nhiệm các chức vụ của Đảng và Nhà nước Việt Nam như: Bí thư Trung ương Đoàn Thanh niên Cộng sản Hồ Chí Minh, Thứ trưởng Bộ Lao động, Thương binh và Xã hội.
Ông qua đời năm 1997 do một căn bệnh ác tính - hậu quả của ảnh hưởng của chất độc hóa học trong những năm tham gia chiến tranh khi chỉ mới 52 tuổi

## Khen thưởng
Với những thành tích của mình, ngày 20 tháng 9 năm 1971, ông được Nhà nước Việt Nam phong tặng danh hiệu Anh hùng lực lượng vũ trang nhân dân khi mới 26 tuổi. Ông là người có nhiều huân, huy chương nhất trong Quân đội nhân dân Việt Nam.
Ông được Đảng và Nhà nước Việt Nam tặng thưởng:
- 1 Huân chương Độc lập hạng Ba
- 1 Huân chương Kháng chiến chống Mỹ cứu nước hạng Nhất
- 13 Huân chương chiến công hạng Nhất, Nhì, Ba
- 3 Huân chương giải phóng hạng Nhất
- 53 lần được phong tặng danh hiệu Dũng sỹ diệt Mỹ.

### Vinh danh
Ngày 4 tháng 9 năm 2020, tượng ông được khánh thành và xây dựng tại Trường THPT Ứng Hòa B, huyện Ứng Hòa, Hà Nội. Tên ông được đặt cho một con đường ở thị trấn Lăng Cô, huyện Phú Lộc, tỉnh Thừa Thiên Huế và một con phố ở phường Bồ Đề, quận Long Biên, thành phố Hà Nội.